# Landkarten-Kugelfisch
Der Landkarten-Kugelfisch (Arothron mappa), auch Mappa-Kugelfisch genannt, lebt im tropischen, westlichen Indopazifik von Ost- und Südafrika bis zu den Ryūkyū-Inseln, Samoa, den Ryūkyū-Inseln, südlich bis Neukaledonien und der Küste des nordöstlichen Australien (Queensland). Bei den Seychellen ist er häufig, im Rest seines Verbreitungsgebietes kommt er nur sporadisch vor. Er hält sich immer in der Nähe eines Verstecks, vor allem in klaren Lagunen und in geschützten Außenriffen in der Nähe der Küste auf.
Die Farbzeichnung der Landkarten-Kugelfische besteht aus einem Muster von verschlungenen schwarzen Linien, die radial zum Auge verlaufen. Die Grundfarbe ist weißlich, gelb oder grünlich, zwischen den Brustflossen oft schwarz. Die Fische werden 65 Zentimeter lang. Die Haut ist schuppenlos und mit kleinen Stacheln bedeckt.
Flossenformel: Dorsale 0/11–12, Anale 0/10–11
Landkarten-Kugelfisch leben bodennah, sind einzelgängerisch und territorial und ernähren sich von fleischigen und harten Algen, Schwämmen, Seescheiden, Weichtieren, Krebstieren und anderen bodenbewohnenden Wirbellosen.